# أرجون غوبتا
أرجون غوبتا (بالإنجليزية: Arjun Gupta) هو شخصية أعمال ورائد أعمال أمريكي، ولد في 1960 في الهند.